# Justinas Kinderis
Justinas Kinderis (Panevėžys, 24 maggio 1987) è un pentatleta lituano.

## Palmarès
In carriera ha conseguito i seguenti risultati:
- Mondiali:

Budapest 2008: argento nella staffetta.
Londra 2009: bronzo nella gara a squadre.
Chengdu 2010: oro nella gara a squadre, bronzo nell'individuale.
Kaohsiung 2013: oro nella gara individuale.
Varsavia 2014: oro nella staffetta mista.
Il Cairo 2017: bronzo nell'individuale.
- Europei

Riga 2007: argento nella staffetta.
Mosca 2008: argento nella staffetta.
Lipsia 2009: oro nella staffetta e nella gara a squadre.
Sofia 2012: argento nella staffetta mista.
Drzonów 2013: bronzo nella staffetta mista.
Székesfehérvár 2014: oro nella staffetta mista.